# Station Metz-Nord
Station Metz-Nord is een spoorwegstation in de Franse gemeente Metz.

## Treindienst
| Serie    | Treinsoort            | Route                                           | Bijzonderheden |
| -------- | --------------------- | ----------------------------------------------- | -------------- |
| RE 88700 | RegionalExpress (CFL) | Luxemburg – Thionville – Metz-Nord – Metz-Ville |                |